# رحيم أباد (بهمن)
رحيم أباد (بالفارسية: رحیم‌آباد) هي قرية تقع في إيران في البلدة المركزية.